# Zuzana Dostálová
Zuzana Dostálová (* 14. června 1976 Praha) je česká violoncellistka a spisovatelka. Vystudovala Pražskou konzervatoř a následně v roce 2002 hru na violoncello na Hudební fakultě Janáčkovy akademie múzických umění v Brně. Literárně debutovala novelou Proč všichni odcházejí roku 2016.
Je dcerou spisovatele Zeno Dostála.

## Životopis
Narodila se do umělecké rodiny. Její otec byl filmový režisér, spisovatel, scenárista a předseda Židovské obce Zeno Dostál (1934–1996). Vystudovala Pražskou konzervatoř a Janáčkovu akademii múzických umění v Brně, obor violoncello; ještě za studií se stala členkou souboru Jupiter kvartet. Mimo klasické hudby se věnuje i hudbě alternativní, byla členkou Agon Orchestra a uskupení Why Not Patterns. Od roku 1996 je členkou Českého národního symfonického orchestru. Její literární činnosti počínají rokem 2014, kdy založila na Facebooku skupinu Povídky ze zdi; náplní seskupení je štafetové psaní povídek. V rámci toho projektu pořádá veřejná čtení, která doprovází na violoncello. Mimo svou autorskou tvorbu publikuje sloupky, glosy a povídky.
Dostálová dle svých slov čerpá inspiraci z děl ruského realismu, jsou jí blízká sociální témata a mezi její oblíbené spisovatele se řadí F. M. Dostojevskij, N. V. Gogol, A. P. Čechov a M. Gorkij. Všímá si sociálních rozdílů mezi bohatými a chudými i jejich dopadu na životy lidí.

## Dílo
- Proč všichni odcházejí, 2016, 2. vydání 2024
- Johana, 2018 – spolu s Pavlou Horákovou a Alenou Scheinostovou[3]
- Hodinky od Ašera, 2018 – částečně autobiografický příběh o obtížích začínajících podnikatelů[2]
- Soběstačný, 2020 – román o chlapci Štěpánovi, prožívajícím rozvod rodičů[2]
- Karneval zvířat, 2023 – román o radostech i strastech dobrotivého houslisty Evžena[4]
- Tichý nájemník, 2025